# 機動戰士GUNDAM SEED X ASTRAY
《機動戰士GUNDAM SEED X ASTRAY》是連載於月刊GUNDAM ACE的漫畫作品。本作是《機動戰士GUNDAM SEED ASTRAY》的續篇，故事發生於動畫《機動戰士GUNDAM SEED》第47話與第48話之間空白的2個月。主要講述本篇故事新登場的普雷亞·雷腓力與卡納得·帕爾斯的對決，而前作的羅·裘爾及叢雲劾亦以配角登場。

## 登場機體
廢物商
- YMF-X000A 勇士高達（Dreadnought Gundam）
- MBF-P02 迷惘高達紅色機（Gundam Astray Red Frame）
- ZGMF-1017 工程用捷武（Works GINN）

蛇尾
- MBF-P03 迷惘高達藍色機（Gundam Astray Blue Frame）
- ZGMF-1017 伊萊傑專用捷武（GINN Elijah Kiel Custom）

扎多
- ZGMF-1017 捷武（GINN）
- ZGMF-1017M 高機動型捷武（GINN High Maneuver Type）
- GMF-LRR704B 長距離強行偵察複座型捷武（GINN Long Range Reconnaissance Type）
- ZGMF-600 基捷（GuAIZ）

歐普
- MBF-M1A M1A迷惘高達（M1A Astray）
- GAT-X133 巨劍型瘟神高達（Sword Calamity Gundam）

地球聯合軍
- CAT1-X1/3 亥伯龍高達（1號機）（Hyperion Gundam Unit 1）
- CAT1-X2/3 亥伯龍高達（2號機）（Hyperion Gundam Unit 2）
- TS-MA2 米別斯（Moebius）
- GAT-01 突擊達加（Strike Dagger）
  - GAT-01A1+AQM/E-X04 105砲筒型達加（Gunbarrel Dagger）

## 外部連結
- 機動戰士GUNDAM SEED ASTRAY官方網站 （页面存档备份，存于）
- 機動戰士GUNDAM SEED X ASTRAY官方網站
- ASTRAY BLOG（千葉智宏BLOG）
- ときた洸一のムダ話blog(鴇田洸一BLOG) （页面存档备份，存于）
- 偏離正軌的道路ASTRAY (繁體中文網站)